# Sterling Byrd Lacy
 Sterling Byrd Lacy (* 3. Mai 1882 in Fredericksburg, Virginia; † 7. Mai 1955 in Daytona Beach, Florida) war ein US-amerikanischer Politiker. Zwischen 1925 und 1927 war er Vizegouverneur des Bundesstaates Colorado.

## Werdegang
Über die Jugend und Schulausbildung von Sterling Lacy ist nichts überliefert. Später zog er nach Colorado, wo er in der Versicherungsbranche arbeitete. Gleichzeitig schlug er als Mitglied der Demokratischen Partei eine politische Laufbahn ein. Zwischen 1919 und 1921 sowie nochmals von 1923 bis 1925 saß er als Abgeordneter im Repräsentantenhaus von Colorado.
Im Jahr 1924 wurde Lacy an der Seite von Clarence Morley zum Vizegouverneur des Staates Colorado gewählt. Dieses Amt bekleidete er zwischen 1925 und 1927. Dabei war er Stellvertreter des Gouverneurs und Vorsitzender des Staatssenats. Nach dem Ende seiner Zeit als Vizegouverneur ist er politisch nicht mehr in Erscheinung getreten. Er starb am 7. Mai 1955 in Daytona Beach.